# Josef Krejčí (politik KSČ)
Josef Krejčí (29. ledna 1912 Pochvalov – 30. července 1989) byl český a československý politik Komunistické strany Československa, poúnorový poslanec Národního shromáždění ČSSR a Sněmovny lidu Federálního shromáždění a ministr vlád Československa.

## Biografie
Vystudoval státní reálku v Rakovníku a v letech 1931–1936 Vysokou školu strojního inženýrství v Praze (při ČVUT). Za druhé světové války pracoval v plzeňských Škodových závodech. Po válce nastoupil do válcoven trub v Chomutově. Od roku 1958 zastával funkci ředitele nově utvořeného podniku Válcovny trub a železárny Chomutov.
Ve volbách roku 1964 byl zvolen za KSČ do Národního shromáždění ČSSR za Severomoravský kraj. V Národním shromáždění zasedal až do konce volebního období parlamentu v roce 1968.
Zastával i vládní posty. V roce 1961 se stal náměstkem ministra hutního průmyslu a rudných dolů. Od roku 1962 zastával post ministra hutního průmyslu a rudných dolů v třetí vládě Viliama Širokého. V této funkci setrval do roku 1965 i v následující vládě Jozefa Lenárta. Pak od roku 1965 do roku 1968 zastával v tomto kabinetu post ministra těžkého průmyslu a místopředsedy vlády. Portfolio ministra těžkého průmyslu si podržel i v první vládě Oldřicha Černíka. V druhé vládě Oldřicha Černíka a třetí vládě Oldřicha Černíka byl v letech 1969-1970 ministrem-předsedou Výboru pro průmysl.
XII. sjezd KSČ ho zvolil za kanditáta Ústředního výboru Komunistické strany Československa. XIII. sjezd KSČ a Vysočanský sjezd KSČ v srpnu 1968 ho zvolil členem ÚV KSČ. Na členství v ÚV KSČ rezignoval v říjnu 1970.
K roku 1968 se profesně uvádí jako ministr těžkého průmyslu z obvodu Frýdek-Místek.
Po federalizaci Československa usedl roku 1969 do Sněmovny lidu Federálního shromáždění (volební obvod Frýdek-Místek), kde setrval do konce volebního období parlamentu, tedy do voleb roku 1971.
Zemřel v červenci 1989.